# Tim White
Tim D. White (Los Ángeles, California, 24 de agosto de 1950) es un paleoantropólogo estadounidense, profesor de Biología Integrativa en la Universidad de California, Berkeley. Se hizo famoso a raíz de haber participado en el descubrimiento de Lucy, conjuntamente con Donald Johanson, Yves Coppens y Maurice Taieb.
Licenciado en 1972 Biología y Antropología en la Universidad de California, Riverside. Se doctoró en Antropología física en la Universidad de Míchigan en 1974.
Es profesor de la Universidad de California, Berkeley desde 1977 donde ha colaborado estrechamente con los trabajos de John Desmond Clark y Francis Clark Howell.
Es director del Human Evolution Research Center y codirector, junto con Berhane Asfaw, Yonas Beyene y Giday WoldeGabriel, del Middle Awash Research Project.
White ha sido mentor de otros prominentes paleoantropólogos, como por ejemplo Susan Antón, Berhane Asfaw, David DeGusta, Yohannes Haile-Selassie, y Gen Suwa.
En 1974 White trabajó con el equipo de Richard Leakey en Koobi Fora, Kenia. Richard Leakey quedó tan bien impresionado con su trabajo, que lo recomendó a Mary Leakey, para que colaborara en el estudio de los fósiles de homínidos encontrados en Laetoli, Tanzania.
Entre los más importantes descubrimientos de White está el del Ardipithecus ramidus, la especie Hominina más antigua encontrada hasta el momento y que data de 4,4 millones de años antes del presente. También dirigió el descubrimiento del Homo sapiens idaltu; y participó en el hallazgo y descripción del Australopithecus garhi.
Es miembro de la Academia Nacional de Ciencias de Estados Unidos.

## Algunas publicaciones
- Asfaw, B., White, T. D., Lovejoy, C. O., Latimer, B., Simpson, S. et Suwa, G. (1999) - « Australopithecus garhi : a new species of early hominid from Ethiopia », Science 284: 629-35

- Asfaw, B., Beyene, Y., Suwa, G., Walter, R. C., White, T. D., WoldeGabriel, G. et Yemane, T. (1992) - « The earliest Acheulean from Konso-Gardula », Nature, vol. 360, pp. 732-735

- Clark, J. D., Asfaw, B., Assefa, G., Harris, J. W. K., Kurashina, H., Walter, R. C., White, T. D. et Williams, M. A. J. (1984) - « Paleoanthropological discoveries in the Middle Awash Valley, Ethiopia », Nature, 307: 423-428

- Johanson, D., White, T.D. et Coppens, Y. (1978) - « A new species of the genus Australopithecus (Primates : Hominidae) from the Pliocene of Eastern Africa », Kirtlandia 28: 1-14

- Heinzelin, J. d., Clark, J. D., White, T. D., Hart, W., Renne, P., WoldeGabriel, G., Beyene, Y. et Vrba, E. (1999) - « Environment and Behavior of 2.5-Million-Year-Old Bouri Hominids », Science 284 (5414): 625 - 629

- Toth, N. et White, T. (1992) - « Assessing the ritual cannibalism hypothesis at Grotta Guattari », Quaternaria Nova, Vol. I, 1990-1991, Proceedings of the International Symposium « The fossil man of Monte Circeo : fifty years of studies on the neandertals in Latium », Bietti, A. et G. Manzi Eds. pp. 213-222

- Tim D. White, Gen Suwa et Berhane Asfaw, « Australopithecus ramidus, a new species of early hominid from Aramis, Ethiopia », Nature (1994) 371: 306-312

- Tim D. White, Gen Suwa et Berhane Asfaw, « Ardipithecus ramidus, a new species of early hominid from Aramis, Ethiopia », Nature (1995) 375: 88